# ولادیسلاو سیروف
ولادیسلاو سیروف (اوکراینی: Владислав Олександрович Сєров؛ ۱۴ ژوئن ۱۹۷۸ – September, 2012 (age 34)) بازیکن هاکی روی یخ اهل اوکراین بود.وی همچنین از بازیکنان هاکی روی یخ در المپیک زمستانی ۲۰۰۲ بوده است.